# Marthinus Christoffel Johannes van Schalkwyk

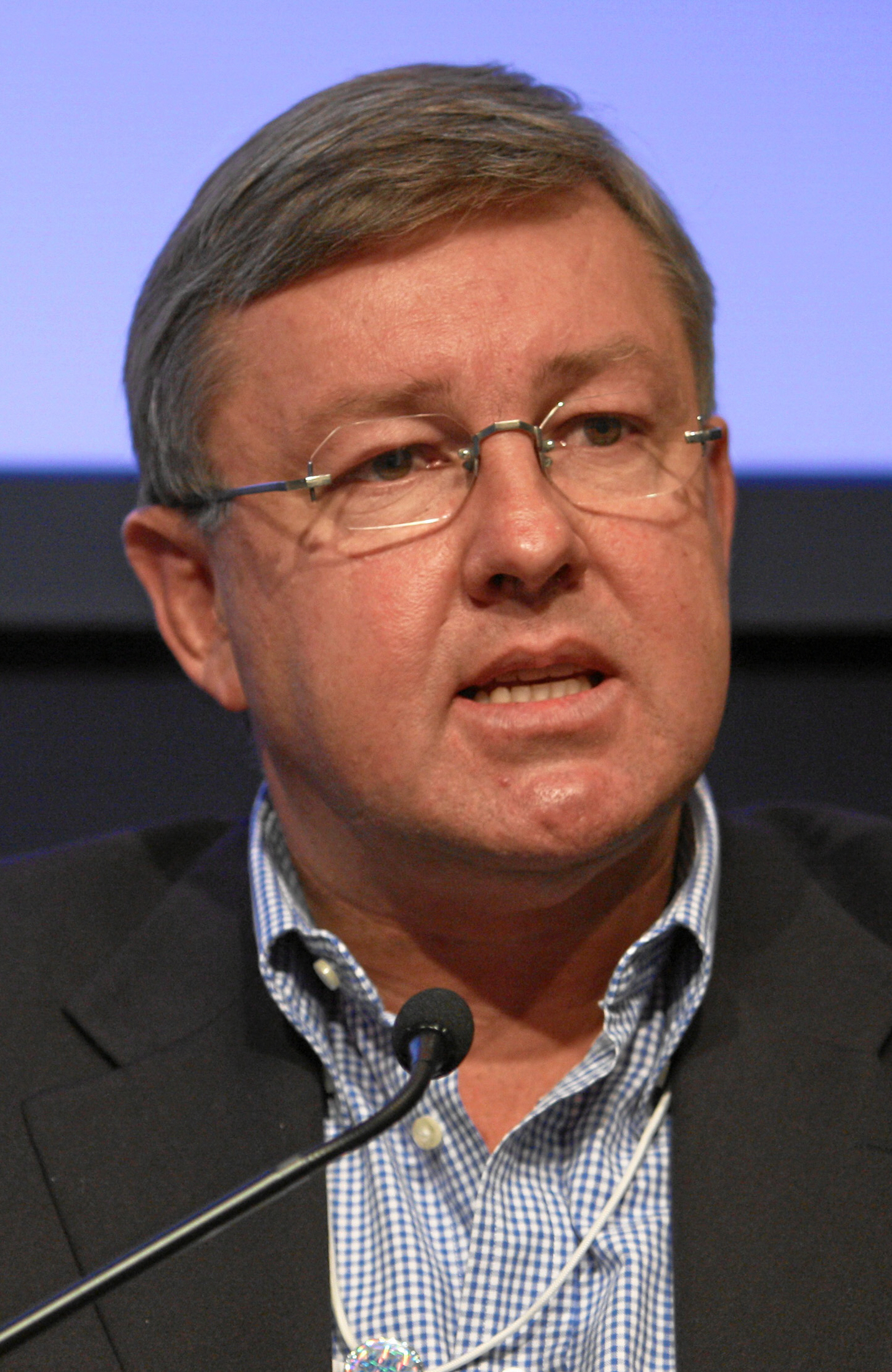
Marthinus van Schalkwyk

Marthinus Christoffel Johannes van Schalkwyk (* 10. November 1959 in Pietersburg) ist ein südafrikanischer Politiker, Jurist und Politikwissenschaftler.
Er war Mitglied der Nasionale Party (NP) und unter anderem Vorsitzender eines afrikaansen Studentenverbandes. Zur Zeit der Apartheid war er Mitarbeiter des militärischen Geheimdienstes (Military Intelligence) Südafrikas.
Er lehrte an den Universitäten in Stellenbosch und Johannesburg. Im Jahre 1990 wurde er Parlamentsmitglied und bald darauf Sprecher der Partei. Sieben Jahre später, im September 1997, wurde er zum Vorsitzenden der NP gewählt. 1997 wurde die NP als Neue Nationale Partei (NNP) neugegründet. Nachdem die NNP kurze Zeit Bestandteil der Demokratischen Allianz war, wurde van Schalkwyk bis zur Auflösung der NNP im Jahre 2005 Vorsitzender der Partei. Von 2002 bis 2004 war er mit Hilfe des ANC Premierminister der Provinz Westkap. Von 2004 bis 2014 war van Schalkwyk Minister für Entwicklungsangelegenheiten und Tourismus. Die Neue Nationale Partei wurde 2005 aufgelöst, van Schalkwyk wechselte mit den meisten anderen NNP-Abgeordneten zum African National Congress, dem van Schalkwyk seither angehört. 2014 wurde er als Minister durch Derek Hanekom ersetzt.